# I Grimaldi
I Grimaldi è un film del 1997, diretto da Giorgio Castellani. Il film è un ritratto idealizzato su Michele Greco, padre del regista.

## Trama
In una non meglio precisata località siciliana, vive Don Antonio Grimaldi, anziano boss mafioso e ricco proprietario terriero, che vede minacciati i propri affari da una banda rivale che intende prendere il controllo del territorio attraverso il traffico di droga.
L'anziano Don Antonio che è un mafioso vecchio stampo, reagisce in maniera violenta alle provocazioni, soprattutto quando viene a conoscenza del fatto che il proprio nipote si è venduto per denaro ai nemici.
L'esito della storia vedrà la fine della banda dei trafficanti di droga uccisi senza pietà dai seguaci di Don Antonio, inoltre durante lo svolgimento degli eventi, l'anziano boss scoprirà che c'era di mezzo anche un risentimento personale nei suoi confronti per una vecchia storia di tradimenti.

## Accoglienza

### Critica
Il critico cinematografico Gregorio Napoli, su Il Giornale di Sicilia, reputò l'opera interessante per i seguenti motivi: "il regista ha ideato il soggetto e scritto la sceneggiatura, collocandosi quindi nella schiera, non folta, dei cineasti-autori, egli, poi, affronta con timbro deciso il tema, per nulla edonistico, della famiglia che resta unita reagendo alle sventole del destino ed esorcizzando gli errori del passato".